# Jacobus Lebret

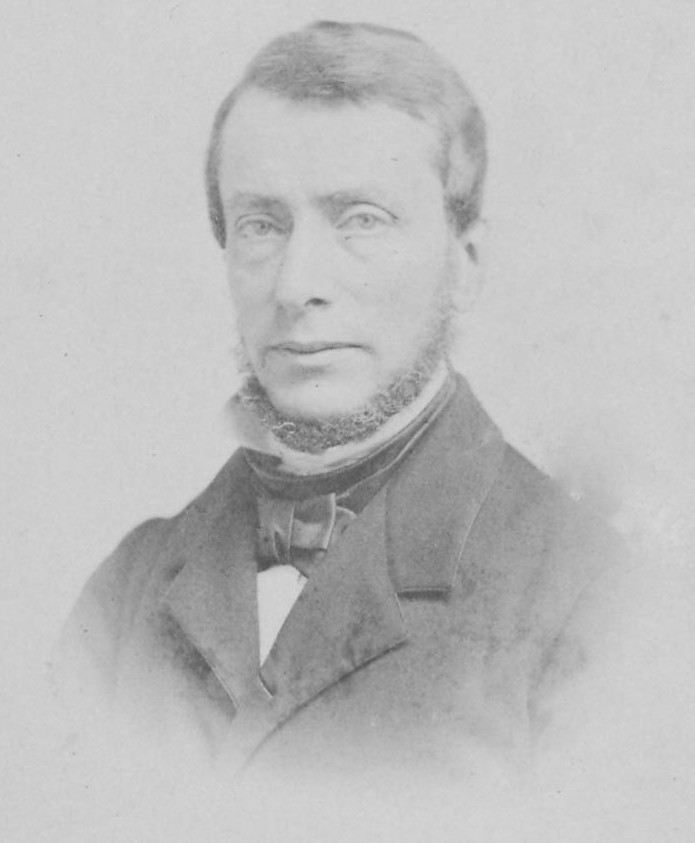
Jacobus Lebret (1819-1906)

Jacobus Lebret (Dordrecht, 24 juni 1819 - Oosterbeek, 9 februari 1906) was een Nederlandse waterbouwkundige en hoogleraar aan de Polytechnische School in Delft.

## Opleiding
Lebret heeft zijn eerste (algemene) opleiding in Dordrecht gehad, maar wilde op zijn 21e jaar toch gaan studeren aan de toen opgerichte Koninklijke Akademie te Delft. Vanwege zijn vooropleiding had hij geen moeite op te slagen voor het toelatingsexamen. Hij volgde de opleiding zonder problemen en werd daardoor al in 1844 aanwezen als kandidaat voor de Waterstaat. Die benoeming volgde ook in 1846, maar bleek geen benoeming als lid van het Korps van de Waterstaat te zijn, maar een benoeming als surnumerair (dat was toen net ingevoerd). Dit was een behoorlijke teleurstelling, omdat leeftijdsgenoten met een opleiding bij de Koninklijke Militaire Academie wel een "echte" aanstelling kregen.     

## Positie bij de Waterstaat
Lebret werd toegevoegd aan ir. Van der Kun. In die functie maakte hij vooral rivierkaarten, zoals met collega Olivier in 1847 een Schetskaart van de Nieuwe Maas voor de stad Rotterdam. Van der Kun was in die tijd belast met de opzet van een peilschalensysteem voor de grote rivieren, en Lebret heeft daarvoor het nodig meetwerk uitgevoerd, zoals de Maas van Maastricht tot Grave, de Waal en de IJssel van Deventer tot Kampen. Dit laatste was in samenwerking met ir. Fijnje. Resultaten van al dit werk is vastgelegd in registers van peilschalen en hakkelbouten. Hij is in die tijd (1849) ook mee geweest met een internationale commissie die de gehele Rijn (vanaf Basel) geïnspecteerd heeft op bevaarbaarheid. Vanaf 1850 was hij betrokken bij het ontwerp voor de Nieuwe Merwede.     
In 1852 werd Lebret bevorderd tot ingenieur en kreeg in 1852 een zelfstandige werkkring als arrondissementsingenieur in Breskens. Opvallend is dat hij pas in 1854 het diploma van de Koninklijke Akademie heeft mogen ontvangen. In oktober van dat jaar werd hij overgeplaatst naar Middelburg en in 1859 naar Goes. In het In Memoriam geschreven door Van Diesen staat dat er over die periode weinig bijzonders te melden is. Maar wel is bekend dat hij niet zo'n goede gezondheid had en problemen had met het buitenwerk. In de periode in Zeeland leerde hij  de dijkwerker Pieter de Rijke uit Noord-Beveland kennen en diens zoon Johannis.  Hij geeft Johannis privé lessen in de wiskunde, mechanica en waterbouwkunde.:160 In Mei 1860 werd hij naar Deventer verplaatst, maar hij bleef maar een paar maanden op die plaats. 

## Hoogleraar in Delft
Vanwege die zwakke gezondheid ging Lebret graag in op de vraag om met ingang van november 1860 de positie van hoogleraar in de waterbouwkunde aan de Koninklijke Akademie te Delft op zich te nemen. Hij nam de positie over van Martinus Simon Gzn, die de spoorlijnen in west Brabant en Zeeland ging aanleggen. In 1864 werd de Koninklijke Akademie opgeheven en in plaats daarvan de Polytechnische School opgericht. Lebret kreeg toen formeel de titel hoogleraar, en kreeg ook eervol ontslag bij de Waterstaat. Bij de polytechnische school was de academische vrijheid groter dan bij de op militaire leest geschoeide Koninklijke Akademie, er verschijnen in die tijd ook meet openhartige studenten evaluaties over de kwaliteit van het onderwijs. 
Studenten waren vol lof over hem, alhoewel soms te veel in kleine details trad. De (over het algemeen vrij kritische Studentenalmanak van 1867 zegt hierover:
Grooten lof verdient de helderheid, waarmede Prof. Lebret de voornaamste onderdeelen der Waterbouwkunde voordroeg. Met de meeste bescheidenheid zouden we Z.HoogGel. alleen deze opmerking willen maken, of het hier en daar, waar een aangenomen Handleiding te veel te wenschen overlaat, niet beter zou zijn zich op die plaatsen geheel van haar los te maken. Met ingenomenheid maken we melding van de bereidwilligheid, waarmede Z.HoogGel. vóór de komst van Prof. Henket de jongelui voortgeholpen heeft.
Hij werd wegens gezondheidsredenen met ingang van 1 september 1868 als hoogleraar op zijn verzoek eervol ontslagen.
Lebret was van 1861 tot 1867 lid van het bestuur van het Koninklijk Instituut van Ingenieurs. Hij heeft in de vergaderingen van dit lichaam enkele malen het woord gevoerd en een aantal artikelen uit buitenlandse tijdschriften ter publicatie in het Nederlands vertaald.

## Na zijn pensionering
Korte tijd nadat hij gestopt was met zijn werk als hoogleraar verhuist hij (in 1873) en vestigt hij zich in Oosterbeek. Hij gaat eerst wonen op "Nieuwerhoek” (het huidige Vreewijk) op de oosthoek van de Utrechtseweg met de Stationsweg. In 1880 koopt hij het landgoed "de Dennenkamp" met het daarop gelegen huis dat 1859 gebouwd was door de advocaat Loopuyt. In Oosterbeek maakt Lebret zich zeer geliefd door de vrije toegang tot zijn landgoed voor ”dat deel der bevolking welke de heilzame werking van de dennenlucht behoeft”. Ook doet het echtpaar het nodige aan liefdadigheid. Zo doen zij een belangrijke donatie bij de bouw van de Remonstrantse kerk aan de Wilhelminastraat in Oosterbeek en aan het door dr. Reuvens gestichte ziekenhuis (op het terrein van de huidige J.P. Heije Stichting).   
In 1888 neemt hij twee kinderen van (de op dat moment in Japan werkzame) Johannis de Rijke onder zijn hoede en plaatst deze op goede scholen in de omgeving. Diens dochter Anna komt daar later ook wonen.:316,356
Op 19 mei 1899 overlijdt Amelia Caland en op 9 februari 1906 Jacobus Lebret. Beide liggen begraven op de Oude Begraafplaats aan de Fangmanweg. Na het overlijden van Lebret in 1906 erfde zijn neef Nicolaas Marius en nicht Antoinetta Wilhelmina Maria Helena Lebret zijn vermogen waaronder de Dennenkamp.

## Privé
Hij was de zoon van Arie Lebret, koopman in Dordrecht, en Geertje van der Zalm. Hij trouwde op 20 mei 1853 in Middelburg met Amelia Caland, de dochter van de waterstaatsingenieur Abraham Caland. Zij overleed op 19 mei 1899. Zij hadden geen kinderen.
- Biografisch Portaal: 27449542
- Digitale Bibliotheek voor de Nederlandse Letteren: lebr004
- Nederlandse Thesaurus van Auteursnamen: 06978812X
- Virtual International Authority File: 289631403
- WorldCat: E39PBJf8tbPxcXVmykjgwBmDbd